# Esquerra dels Pobles
Esquerra dels Pobles va ser el nom que va adoptar una coalició electoral formada en Espanya per a presentar-se a les Eleccions al Parlament Europeu de 1987 i de 1989, les primeres celebrades a Espanya per a escollit representants en aquesta càmera. Els seus integrants eren partits nacionalistes d'esquerres.

## Eleccions europees de 1987
A les eleccions de 1987 la formaven Euskadiko Ezkerra (EE), Partit Socialista Gallec-Esquerda Galega (PSG-EG), Entesa dels Nacionalistes d'Esquerra (ENE), Unidad Aragonesa-Chunta Aragonesista (UA-CHA), Partit Socialista de Mallorca-Esquerra Nacionalista (PSM-EM) i Partit Socialista de Menorca (PSM). La candidatura l'encapçalava Mario Onaindia Natxiondo (EE), seguit d'un representante del PSG-EG.
La coalició va obtenir un total de 261.328 vots (1,37%), sent la vuitena força política i sense aconseguir cap eurodiputat dels 60 en joc (fou la candidatura amb major nombre de vots que no va obtenir representació). La coalició va obtenir els seus millors resultats a les Illes Balears (9.885 vots, 2,95%), Illes Canàries (7.915 vots, 1,29%), País Valencià (24.985 vots, 1,24%), Galícia (36.062 vots, 2,93%), Navarra (9.453 vots, 3,35%) i País Basc (104.315 vots, 9,72%).

### Integrants
| Partits | Partits                                           |
| ------- | ------------------------------------------------- |
|         | Euskadiko Ezkerra (EE)                            |
|         | Partit Socialista Gallec-Esquerda Galega (PSG–EG) |
|         | Entesa dels Nacionalistes d'Esquerra (ENE)        |
|         | Partit Socialista de Mallorca (PSM)               |
|         | Partit Socialista de Menorca (PSM)                |
|         | Chunta Aragonesista (UA–CHA)                      |

## Eleccions europees de 1989
Malgrat no assolir els resultats esperats, a les eleccions de 1989 repetiren cartell i aquest cop l'integraren nou partits: Euskadiko Ezkerra (EE), Partit Socialista Gallec-Esquerda Galega (PSG-EG), Unitat del Poble Valencià (UPV), Entesa dels Nacionalistes d'Esquerra (ENE), Unitat Aragonesa-Chunta Aragonesista (UA-CHA), Partit Socialista de Mallorca-Esquerra Nacionalista (PSM-EN), Partit Socialista de Menorca (PSM), Partíu Asturianista (PAS) i Asamblea Canaria-Izquierda Nacionalista Canaria (AC-INC). La candidatura l'encapçalava Juan María Bandrés (EE).
La coalició va obtenir un total de 290.286 vots (1,83%), sent la novena força política i obtenint un eurodiputat dels 60 en joc. La coalició va obtenir els seus millors resultats a Aragó (8.563 vots, 1,7% a la comunitat autònoma), Illes Balears (9.923 vots, 4,18%), Illes Canàries (16.553 vots, 3,19%), País Valencià (43.893 vots, 2,56%), Galícia (12.906 vots, 1,38%), La Rioja (1.469 vots, 1,24%), Comunitat de Madrid (33.172 vots, 1,56%), Navarra (8.550 vots, 3,73%) i País Basc (94.733 vots, 9,84%), sense passar de l'1% en cap altra comunitat autònoma. En general, els seus resultats van ser millors que a les eleccions anteriors llevat a Galícia, on van perdre la meitat del seu percentatge de vot.
El seu únic eurodiputat, Juan María Bandrés, es va integrar en el grup dels Verds.

### Integrants
| Partits | Partits                                           |
| ------- | ------------------------------------------------- |
|         | Euskadiko Ezkerra (EE)                            |
|         | Partit Socialista Gallec-Esquerda Galega (PSG–EG) |
|         | Entesa dels Nacionalistes d'Esquerra (ENE)        |
|         | Partit Socialista de Mallorca (PSM)               |
|         | Partit Socialista de Menorca (PSM)                |
|         | Chunta Aragonesista (UA–CHA)                      |
|         | Assemblea Canària Nacionalista (ACN)              |
|         | Unitat del Poble Valencià (UPV)                   |
|         | Partit Asturianista (PAS)                         |

## Resultats electorals
| Parlament Europeu |              |      |        |
| Any               | Vots         | %    | Escons |
| 1987              | 261,328 (#8) | 1.36 | 0 / 60 |
| 1989              | 290,286 (#9) | 1.83 | 1 / 60 |